# Chiesa di Santa Maria Maddalena (Palù del Fersina)
La chiesa di Santa Maria Maddalena è la parrocchiale a Palù del Fersina, in Trentino. Risale al XIV secolo.

## Storia

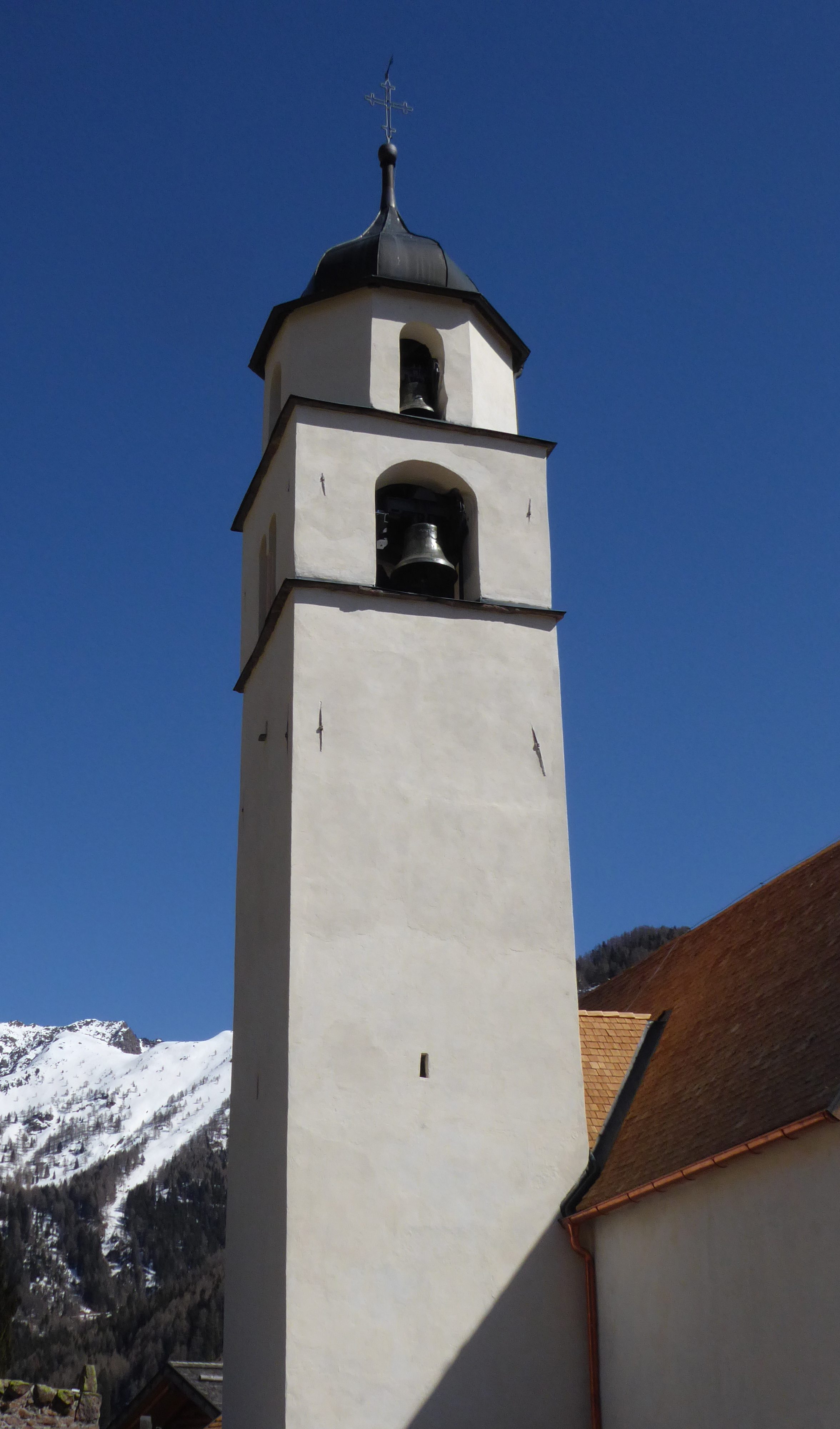
Campanile

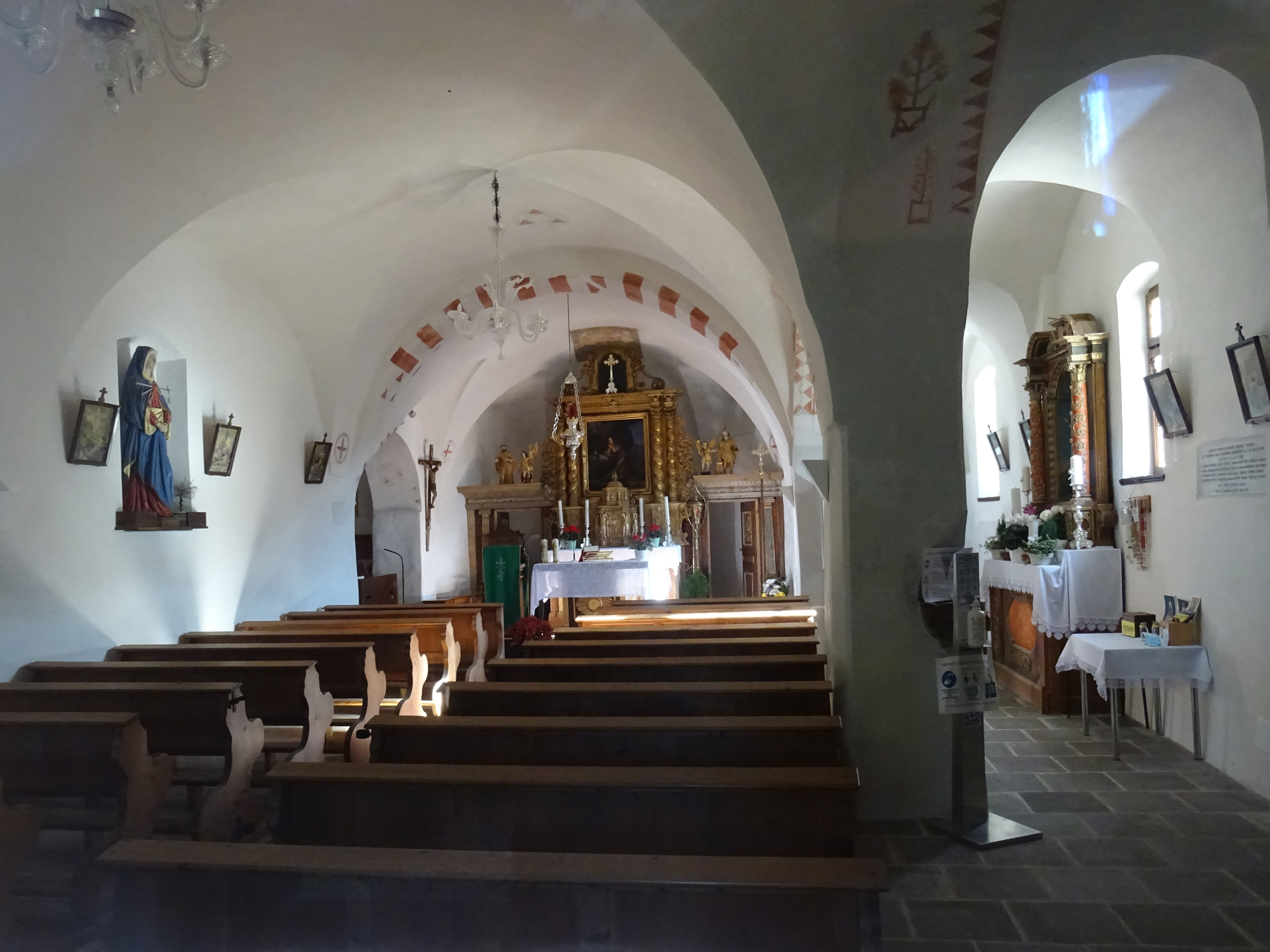
Interno

La chiesa viene citata indirettamente su un documento del 1369 mentre si parla esplicitamente di Santa Maria Maddalena a Palù del Fersina solo nel 1481.
Durante i primi anni del XVI secolo venne, con ogni probabilità, ricostruita, e quindi benedetta nel 1522.
Verso la fine del secolo fu ristrutturata e nel 1642, nei documenti che si riferiscono ad una visita pastorale, viene citato il suo campanile a vela.
Ebbe la concessione del fonte battesimale nel 1696 e la custodia eucaristica nel 1705. In quest'ultimo anno fu elevata a dignità curiaziale.
La torre campanaria attuale risultava presente, dalla documentazione pervenutaci, sin dal 1812, e venne ristrutturata con il resto dell'edificio nel 1888.
Durante i primi anni del XX secolo la chiesa versava in condizioni precarie e venne restaurata.
Un nuovo ciclo di restauri è iniziato nel 1950 e si è concluso nel 1991. Intanto, nel 1960, è stata elevata a dignità parrocchiale.
Gli ultimi interventi si sono realizzati attorno al 2009, quando si è provveduto a rivedere intonaci e tinteggiature.